# ARQ Centrum'45

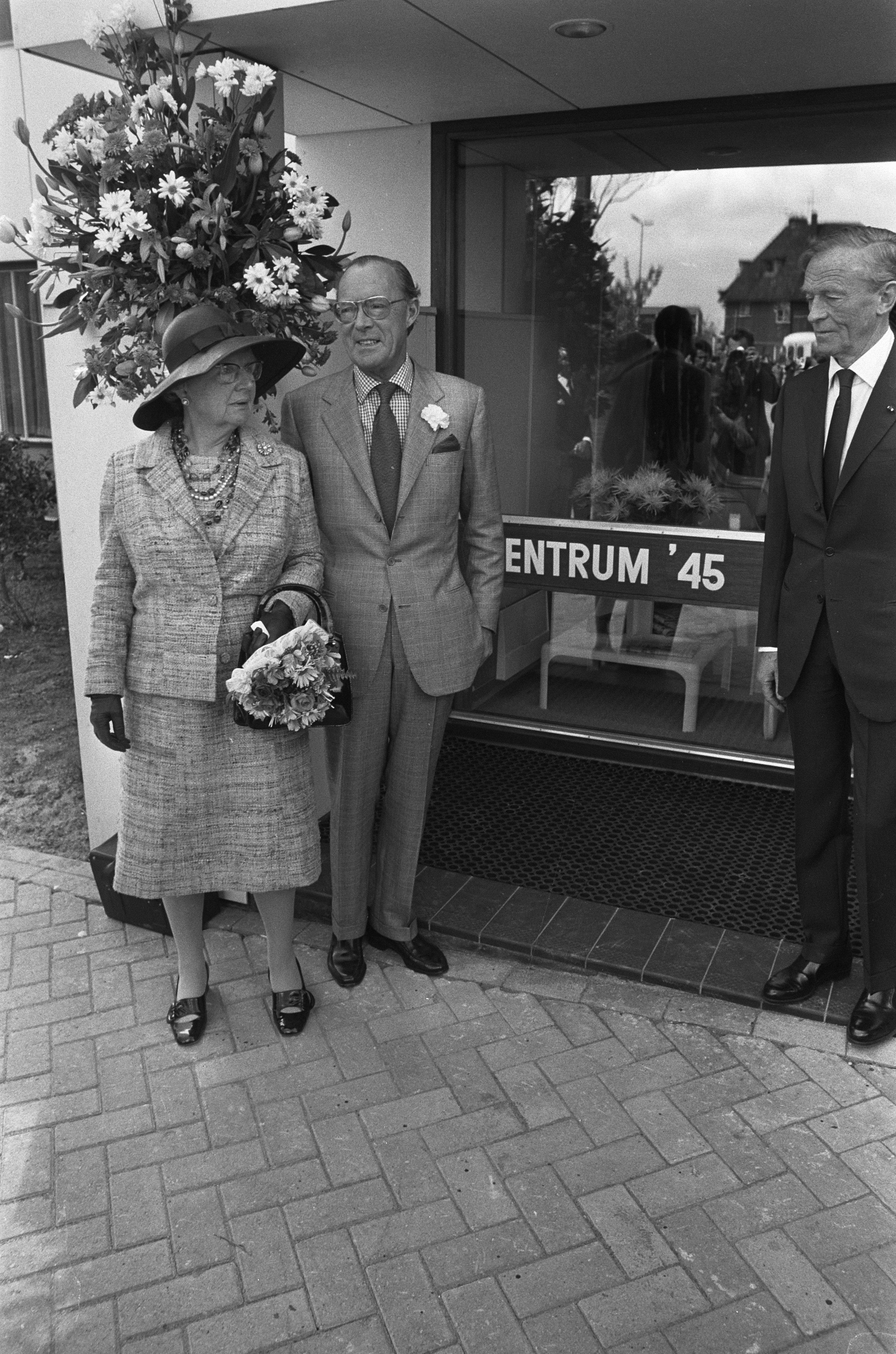
Koningin Juliana en prins Bernhard bij de opening van Centrum '45 (1973)

Het Nederlandse ARQ Centrum'45, voormalig "Stichting Centrum '45", gevestigd te Oegstgeest en Diemen, noemt zichzelf "het landelijk instituut voor specialistische diagnostiek en behandeling van psychotraumaklachten ten gevolge van vervolging, oorlog en geweld". ARQ Centrum'45 is onderdeel van ARQ Nationaal Psychotrauma Centrum. De clientèle bestaat onder meer uit getroffenen van de Tweede Wereldoorlog, veteranen, vluchtelingen, asielzoekers en mensen die tijdens de uitoefening van hun beroep getraumatiseerd zijn geraakt. De behandelingen vinden poliklinisch, dag-klinisch en klinisch plaats. Er is in het centrum ook een gezinskliniek waar getraumatiseerde ouders met hun kinderen kunnen worden opgenomen voor gezinsbehandeling.
De in 1971 opgerichte "Stichting Centrum Post-concentratiekamp Syndroom" kreeg de huidige naam in 1973 bij de opening van het nieuwe gebouw. Prof. Jan Bastiaans was nauw betrokken bij de totstandkoming van het centrum, dat zich toen nog hoofdzakelijk richtte op getroffenen van de Tweede Wereldoorlog, meer specifiek patiënten met wat toen het KZ-syndroom werd genoemd.

## Trivia
- De stichting moet niet worden verward met de Stichting 1940-1945, die onder meer betrokken is bij (het aanvragen van) uitkeringen aan getroffenen van de Tweede Wereldoorlog.